# Calacadia rossi
Calacadia rossi is een spinnensoort uit de familie Desidae. De soort komt voor in Chili.